# 수국사
수국사(守國寺)는 서울특별시 은평구 구산동에 있는 절이다. 원래 평범한 절이었으나 1992년 재건축 이후 사찰 전체가 금박으로 씌워진 황금사찰이 되었다.

## 개요
수국사는 세조대왕의 큰 아들인 의경세자(懿敬世子)가 20세의 나이로 요절하자 덕종으로 추존하고 넋을 위로하고자 1459년(세조 5)에 그의 능 근처에 정인사(正因寺)를 창건하였다. 이후 사찰을 현재의 장소로 옮겨 짓고 수국사(守國寺)로 개명하여 왕실을 안녕과 수복을 축원하는 원찰(願刹)로서의 기능을 수행하였다.

## 소장 문화재

### 보물
- 서울 수국사 목조아미타여래좌상 및 복장유물 (보물 제1580호)

### 서울특별시 유형문화재
- 서울 수국사 아미타불도 (서울특별시 유형문화재 2제242호)
- 서울 수국사 십육나한도 (서울특별시 유형문화재 제243호)
- 수국사 극락구품도 (서울특별시 유형문화재 제244호)
- 수국사 감로도 (서울특별시 유형문화재 제245호)
- 수국사 신중도 (서울특별시 유형문화재 제246호)
- 수국사 현왕도 (서울특별시 유형문화재 제247호)